# Hollingstedt (Treene)
Hollingstedt település Németországban, Schleswig-Holstein tartományban. Lakosainak száma 1090 fő (2023. december 31.).

## Népesség
A település népességének változása:
| Lakosok száma | 840  | 1035 | 991  | 1017 | 1063 | 1090 |
|               | 1975 | 2017 | 2019 | 2021 | 2022 | 2023 |